# سرور نام بازگشتی عمومی
یک سرور نام بازگشتی عمومی (که به آن عمومی DNS می‌گویند) یک سرویس سرور نامی است که رایانه‌های شبکه می‌توانند از آن برای جستجوی سیستم نام دامنه (DNS)، سیستم نامگذاری غیرمتمرکز اینترنت ، به جای یا علاوه بر سرورهای نامی که توسط آنها استفاده می‌شود، استفاده کنند. ارائه دهنده خدمات اینترنت محلی (ISP) که دستگاه‌ها به آن متصل هستند. دلایل استفاده از این خدمات عبارتند از:
- سرعت، در مقایسه با استفاده از خدمات ISP DNS[۱]
- فیلتر کردن (امنیت، مسدود کردن تبلیغات، مسدود کردن پورنو و غیره))[۲]
- گزارش[۳]
- اجتناب از سانسور[۴]
- افزونگی (ذخیره‌سازی هوشمند)[۵]
- دسترسی به دامنه‌های سطح بالای غیررسمی غیررسمی که در منطقه ریشه رسمی DNS یافت نمی‌شوند
- در دسترس نبودن موقتی سرور نام ISP

اپراتورهای حل و فصل کننده DNS عمومی اغلب از افزایش حریم خصوصی به عنوان مزیت خدمات خود یاد می‌کنند. منتقدان سرویس‌های DNS عمومی احتمال جمع‌آوری اطلاعات انبوه با هدف حل و فصل عمومی را به عنوان خطر احتمالی استفاده از این سرویس‌ها ذکر کرده‌اند. اکنون چندین سرویس از سرویس‌های حمل و نقل جستجوی DNS ایمن مانند DNS over HTTPS (DoH) و DNS over TLS (DoT) پشتیبانی می‌کنند.
حل و فصل کننده‌های DNS عمومی یا توسط شرکت‌های تجاری اداره می‌شوند و خدمات خود را برای استفاده رایگان به مردم ارائه می‌دهند یا علاقه‌مندان خصوصی برای کمک به گسترش فناوری‌های جدید و حمایت از جوامع غیرانتفاعی اند.

## لیست اپراتورهای خدمات DNS عمومی
| 2001:4860:4860::8888 2001:4860:4860::8844 |

| 2001:4860:4860::6464 2001:4860:4860::64 |

| 2a02:6b8::feed:0ff 2a02:6b8:0:1::feed:0ff |